# Skoky do vody na mistrovství Evropy v plaveckých sportech 1958
Závody v skocích do vody na mistrovství Evropy v plaveckých sportech za rok 1958 proběhly v Budapešti, Maďarsko ve dnech 31. srpna až 6. září 1958.

## Československá stopa
Na tomto mistrovství Evropy Československo nemělo ve skocích do vody zastoupení.

## Výsledky
| Muži              | Zlato                    | Zlato  | Stříbro                 | Stříbro | Bronz                    | Bronz  |
| ----------------- | ------------------------ | ------ | ----------------------- | ------- | ------------------------ | ------ |
| Skoky z 3 m prkna | László Újvári (HUN)      | 141,17 | Horst Rosenfeldt (FRG)  | 139,77  | Roman Brener (URS)       | 139,39 |
| Skoky z 10 m věže | Brian Phelps (GBR)       | 143,74 | Micheil Čačba (URS)     | 136,87  | Jenõ Marton (HUN)        | 134,68 |
| Ženy              | Zlato                    | Zlato  | Stříbro                 | Stříbro | Bronz                    | Bronz  |
| Skoky z 3 m prkna | Ninel Krutovová (URS)    | 124,22 | Charmain Welshová (GBR) | 123,42  | Valentina Žedovová (URS) | 122,75 |
| Skoky z 10 m věže | Aldona Kareckasová (URS) | 81,14  | Raisa Gorochovská (URS) | 80,93   | Birte Hansonová (SWE)    | 80,34  |

## Medailová bilance
Ve skocích do vody se rozdělily celkem 4 sady medailí.
| Pořadí | Stát                     |       | Muži    | Muži  | Muži  |         | Ženy  | Ženy  | Ženy    |       | Muži + Ženy | Muži + Ženy | Muži + Ženy | Celkem |
| Pořadí | Stát                     | Zlato | Stříbro | Bronz | Zlato | Stříbro | Bronz | Zlato | Stříbro | Bronz |             |             |             | Celkem |
| ------ | ------------------------ | ----- | ------- | ----- | ----- | ------- | ----- | ----- | ------- | ----- | ----------- | ----------- | ----------- | ------ |
| 1.     | Sovětský svaz (URS)      |       | 0       | 1     | 1     |         | 2     | 1     | 1       |       | 2           | 2           | 2           | 6      |
| 2.     | Spojené království (GBR) |       | 1       | 0     | 0     |         | 0     | 1     | 0       |       | 1           | 1           | 0           | 2      |
| 3.     | Maďarsko (HUN)           |       | 1       | 0     | 1     |         | 0     | 0     | 0       |       | 1           | 0           | 1           | 2      |
| 4.     | Západní Německo (FRG)    |       | 0       | 1     | 0     |         | 0     | 0     | 0       |       | 0           | 1           | 0           | 1      |
| 5.     | Švédsko (SWE)            |       | 0       | 0     | 0     |         | 0     | 0     | 1       |       | 0           | 0           | 1           | 1      |
| Celkem | Celkem                   |       | 2       | 2     | 2     |         | 2     | 2     | 2       |       | 4           | 4           | 4           | 12     |